# Ungureni (okręg Bacău)
Ungureni – wieś w Rumunii, w okręgu Bacău, w gminie Ungureni. W 2011 roku liczyła 777 mieszkańców.